# Suchona
Suchona (rusky Сухона) je řeka ve Vologdské oblasti v Rusku. Je dlouhá 558 km. Povodí řeky má rozlohu 50 300 km².

## Průběh toku
Odtéká z Kubenského jezera, přičemž odtok je regulovaný hrází se zdymadlem. Na horním toku je říční údolí široké. Na středním toku dosahuje hloubka údolí 80 až 100 m a v korytě se vyskytuje mnoho říčních prahů, peřeje a kamenité ostrovy. Na dolním toku je rychlost proudění nízká, zleva se do ní vlévá Dvinica. Řeka je levou zdrojnicí Severní Dviny.

## Vodní režim
Zdrojem vody jsou převážně sněhové srážky. Průměrný roční průtok vody ve vzdálenosti 39 km od ústí činí 456 m³/s, maximální dosahuje 6520 m³/s a minimální 17,6 m³/s. Zamrzá na konci října nebo v listopadu, na středním toku někdy až v prosinci a rozmrzá ve druhé polovině dubna až v první polovině května. Nejvyšších vodních stavů dosahuje od dubna do poloviny července. Na jaře dochází v souvislosti se značně nízkým sklonem na horním toku k obrácení směru toku do Kubenského jezera, na čemž se podílejí zejména přítoky Vologda a Leža.

## Využití
Řeka je splavná. Vodní doprava je možná po celém toku, přičemž s Kubenským jezerem je zabezpečena zdymadlem. V létě může dojít k výraznému poklesu hladiny, při němž musí být doprava po řece přerušena. Prostřednictvím Severodvinského kanálu je spojena s řekou Šeksnou v povodí Volhy. Na řece se rozvíjí turistika a leží na ní města Sokol, Toťma, Velikij Usťug.